# Ребита (танец)
Ребита (порт. Rebita) — ангольский городской социальный танец и музыкальный жанр.
Также как и все современные популярные танцы Анголы (семба, кизомба, кудуру) ребита возникла в Луанде, получившей в первой половине XX века название «африканский Париж».
Мариса Жан Морман (Marissa Jean Moorman) писала, что ребита возникла в середине XVIII века.
Название танца произошло от порт. rebitar или порт. arrebitar — «поднимать», поскольку при его исполнении танцоры высоко поднимают плечи.
Как движения танца так и его музыкальное сопровождение включают африканские и европейские элементы. Распорядитель на танцевальных вечерах называет фигуры ребиты по-французски.
Об африканском воздействии свидетельствует то, что ребита, так же как и кадуке, масемба, бразильская самба-де-рода являются круговыми танцами с характерным движением «умбигадой» (umbigada).
В танцевальных движениях ребиты ощущается юмор лёгкой пародии африканцами чопорного поведения европейцев. Танец исполняется парами, которые образуют широкий круг.
Исполнители ребиты соблюдают строгий этикет. Кавалеры должны быть в костюмах европейского покроя и при галстуках.
Истоки музыкального жанра ребиты следует искать в песнях рыбаков побережья Луанды.
В музыкальном сопровождении, исполняемом в размере кадрили, главная роль отводится аккордеону или губной гармошке, ритм ведут перкуссионные или шумовые инструменты. Расцвет музыкального жанра приходился на 30-е и 40-е годы XX века. Пластинки многих известных ангольских групп, записанные в середине XX века, обязательно включали ребиту.
В настоящее время ребита не является распространённым танцем. Тем не менее этот танец обязательно исполняется на многих праздниках как дань уважения старой традиции.